# Jesus Ramirez
Jesus Ramirez Torres (* 25. Oktober 1979 in Ciudad Real) ist ein ehemaliger spanischer Radrennfahrer.
Jesus Ramirez gewann 2002 eine Etappe bei der Volta a Lleida und entschied auch die Gesamtwertung für sich. Ab 2005 fuhr  er für das spanische Continental Team Spiuk. In seiner zweiten Saison dort wurde er Zweiter der Gesamtwertung bei der Vuelta a Madrid und Dritter bei der Tour des Pyrénées. 2007 gewann er eine Etappe beim Cinturón a Mallorca und wurde Sechster der Gesamtwertung. Außerdem gewann er noch ein Teilstück beim Circuito Montañés.

## Erfolge
2002
- eine Etappe und Gesamtwertung Volta a Lleida

2007
- eine Etappe Cinturón a Mallorca
- eine Etappe Circuito Montañés

## Teams
- 2005: Spiuk-Semar
- 2006: Spiuk-Extremadura
- 2007: Extremadura-Spiuk
- 2008: Extremadura-Spiuk